# Савранский, Исаак Львович
Исаа́к Льво́вич Савра́нский (1937, Первомайск, Одесская область — 1993, Израиль) — советский философ, специалист по проблемам культурной коммуникации и взаимодействия культур, поэт, эссеист.

## Биография
Работал в ИНИОН АН СССР.
В декабре 1961 года Исак Савранский за поддержку «Доктора Живаго» Бориса Пастернака был отправлен на три года в ссылку в крупное село Кыштовка Новосибирской области, райцентр Кыштовского района. В 1960—1962 годах написал поэму «Смерть Пастернака» .
В 1970 году защитил диссертацию на соискание ученой степени кандидата философских наук по теме «Роль ассоциативности в словесном искусстве». В 1984 году защитил диссертацию на соискание ученой степени доктора филологических наук по теме «Словесное искусство в системе культуры».
В научно-популярном журнале «Русская речь» № 3 за 1995 год опубликована статья кандидата филологических наук Н. А. Фатеевой «Симфония серых тонов» о поэзии Исаака Савранского

## Сочинения
- Савранский И. Л. Коммуникативно-эстетические функции культуры. — М.: «Наука», 1979. — 231 с. (Перевод на испанский: La cultura y sus funciones. — Moscú: Editorial Progreso, 1983. — 261 с. Перевод на португальский: A cultura e as suas funçoes. — Moscovo: Ediçoes Progresso, 1986. — 326 с.)
- Савранский И. Л. Культура и её функции : (Своеобразие и самобытность культуры) : [Пер. с рус.] / И. Савранский. — М. : Прогресс, 1986.
- Савранский И. Л. Роль ассоциативности в словесном искусстве : диссертация … кандидата философских наук : 09.00.00. — Москва, 1970. — 239 с.
- Савранский И. Л. Глагол : Stihi i statxi / Исаак Савранский ; Худ. Вольф Бульба. - [Иерусалим], 1994. - 192 с.

Исаак Савранский, стихи, стр. 386—390 // «Антология поэзии. Израиль 2005»; координатор проекта, редактор составитель Александр Кобринский; Тель-Авив, 2005. — С. 512. ISBN 965-90667-2-4